# Kempenfelt Bay
Kempenfelt Bay är en vik i Kanada.   Den ligger i provinsen Ontario, i den sydöstra delen av landet, 300 km väster om huvudstaden Ottawa.
Omgivningarna runt Kempenfelt Bay är en mosaik av jordbruksmark och naturlig växtlighet. Runt Kempenfelt Bay är det ganska tätbefolkat, med 111 invånare per kvadratkilometer.